# クアン・ビン (歌手)
トラン・クアン・ビン（Trần Quang Vinh、1982年5月18日 - ）は、ベトナム系アメリカ人のポップ歌手。